# Magda Ianculescu
Magda Ianculescu (n. 30 martie 1929, Iași – d. 16 martie 1995, București) a fost o soprană română de notorietate internațională.

## Studii
A urmat școala primară și Liceul "Oltea Doamna" în orașul natal, iar în 1947 s-a înscris la Conservatorul de Muzică și Artă Dramatică din București.

## Cariera
Încă din ultimul an de studii, Magda Ianculescu a fost angajată la Teatrul de Operă și Balet din Capitală, unde a debutat în rolul Rosinei din Bărbierul din Sevilla, de Gioacchino Rossini, rol ce va rămâne unul dintre succesele permanente ale carierei sale artistice. Împreună cu artiștii lirici Dan Iordăchescu, Nicolae Herlea și Valentin Teodorian (cu acesta din urmă a și fost căsătorită) au constituit ceea ce mai târziu melomanii vor numi "garnitura de aur a Operei Române". O voce excepțională prin amploare, timbru, o muzicalitate fină, o tehnică de cânt stăpânită la perfecție au propulsat-o pe firmamentul artei lirice românești ca o nouă stea. A cântat cu orchestre renumite în Belgia, Italia, Rusia, Franța, Cehoslovacia, Iugoslavia, etc., având un repertoriu divers – peste 35 de roluri principale –, de la opereta vieneză, la opera contemporană românească. A interpretat peste 50 de roluri, din care se pot menționa: Iaroslava din Cneazul Igor de A. P. Borodin, Norina din Don Pasquale de Gaetano Donizetti, Donna Elvira din Don Giovanni, Blonda din Răpirea din Serai și Suzana din Nunta lui Figaro, de W.A. Mozart. 
A făcut numeroase înregistrări la Radio, Televiziune și la Casa de discuri Electrecord. Între 1969 – 1977 a fost profesor la Conservatorul de Muzică din București, formând și lansând multe talente ale teatrului liric românesc. A fost membră în juriile unor importante concursuri naționale.

## Premii
Între 1953–1955 a fost laureată a Concursurilor internaționale din București, Praga și Varșovia. În 1962 a fost distinsă cu titlul de Artist emerit. Există o stradă care poartă numele artistei, în Albești, jud. Constanța. În memoria artistei a fost înființat în 1997 Concursul național pentru voci feminine de operă „Magda Ianculescu”, la Opera Națională din București.
În anul 2009 Premiul special la secțiunea canto a Concursului de Interpretare muzicală "Romania" de la Tokyo a purtat numele marii artiste.

## Distincții
- titlul de Artist Emerit (28 martie 1962) „pentru realizări valoroase în domeniul artistic”[5]
- Ordinul „Meritul Cultural” clasa a III-a (12 septembrie 1968) „pentru merite deosebite în activitatea muzicală”[6]
- Ordinul „Meritul Cultural” clasa a II-a (1971) „pentru merite deosebite în opera de construire a socialismului, cu prilejul aniversării a 50 de ani de la constituirea Partidului Comunist Român”[7]